# Josef Kriehuber

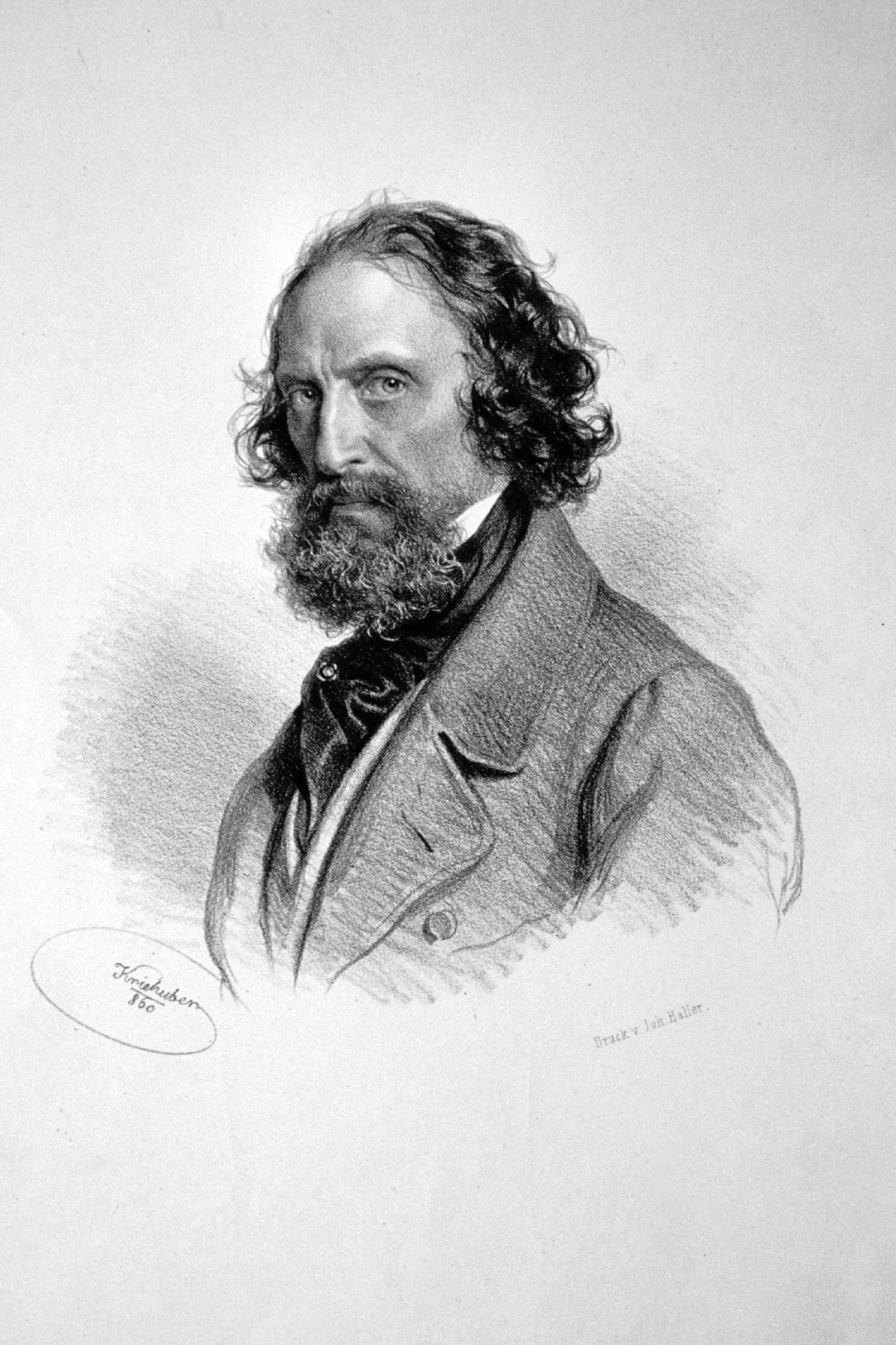
Selbstporträt Josef Kriehubers, Lithographie (1860)

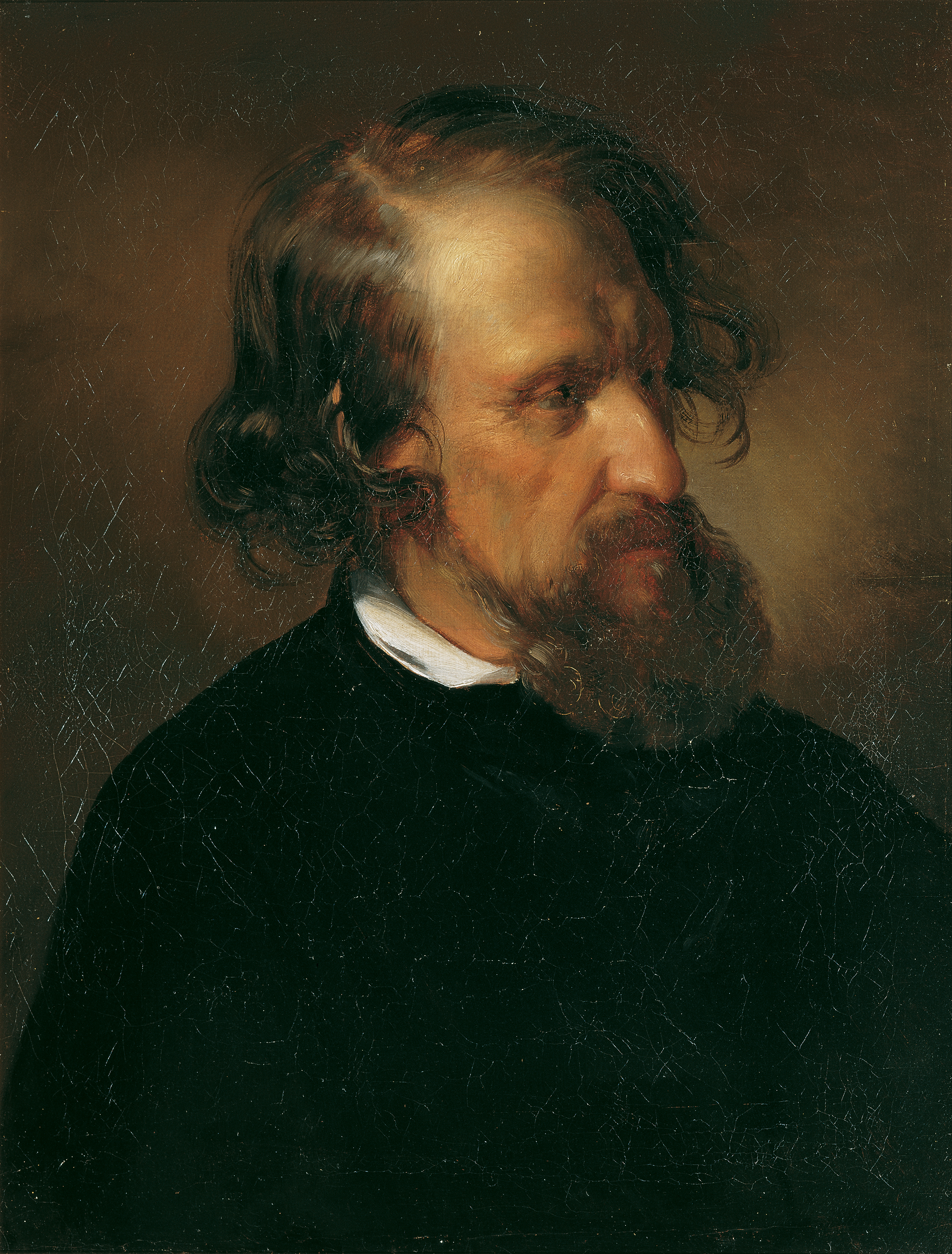
Josef Kriehuber, porträtiert von Friedrich von Amerling (1853)

Josef Kriehuber (* 14. Dezember 1800 in Wien; † 30. Mai 1876 ebenda) war ein österreichischer Lithograf und Maler.

## Leben
Kriehuber wurde bereits mit 13 Jahren in die Zeichenklasse der kaiserlichen Akademie in Wien aufgenommen. 1818 begleitete er den Fürsten Sanguszko als Zeichenlehrer nach Polen. 1821 kehrte er nach Wien zurück. Um sich Geld für das Studium an der Akademie und für den Lebensunterhalt zu beschaffen, wurde er einer der fleißigsten lithografischen Mitarbeiter des Verlags Trentsensky. 1826 erschienen seine ersten Porträts in der neuen Drucktechnik der Lithografie. In den nächsten Jahrzehnten wurde Kriehuber der meistgesuchte und bestbezahlte Porträtist Wiens des Biedermeier. Sein Erfolg rührt wohl daher, dass er es meisterhaft verstand, Männer bedeutender und Frauen schöner darzustellen, als sie in Wirklichkeit waren.
Mit dem Aufkommen der Fotografie sank der Stern Kriehubers. 1860 erhielt er noch als erster Künstler in Österreich den Franz-Joseph-Orden. Seine letzten Lebensjahre waren von dem Mangel an Aufträgen und Armut überschattet. Er starb am 30. Mai 1876 in seiner Heimatstadt. Seine letzte Ruhestätte, heute ein ehrenhalber gewidmetes Grab, fand er auf dem Wiener Zentralfriedhof (11-2-49).
Bedeutende Sammlungen seiner Werke befinden sich in der Graphischen Sammlung Albertina und der Porträtsammlung der Österreichischen Nationalbibliothek in Wien. Seit 1889 ist in Wien-Margareten die Kriehubergasse nach ihm benannt.
Von 1941 bis 1944 vergab die nationalsozialistische Wiener Stadtverwaltung den Kriehuber-Preis der Stadt Wien.
Kriehubers Sohn war der Zeichner und Lithograf Fritz Kriehuber.

## Werk

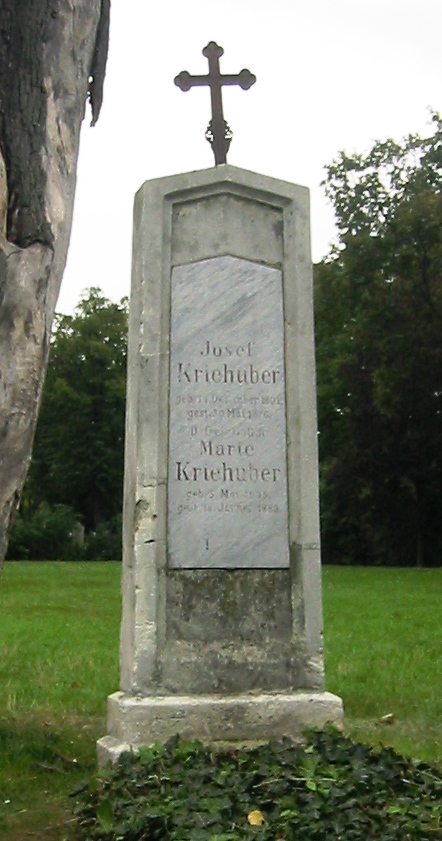
Ehrengrab auf dem Wiener Zentralfriedhof

Sein Werk, ein Abbild der Wiener Gesellschaft dieser Epoche, umfasst ungefähr 3000 Porträtlithografien, daneben einige hundert Aquarelle. Man findet kaum eine bedeutende Persönlichkeit dieser Zeit, die nicht von Kriehuber porträtiert wurde. Zu nennen sind u. a.:
- Elias Parish Alvars
- Ole Bull
- Carl Czerny
- Anton Diabelli
- Gaetano Donizetti
- Anton Dreher senior
- Fanny Elßler
- Stephan Ladislaus Endlicher
- Ludwig von Förster
- Kaiser Franz I. von Österreich
- Friedrich von Gentz
- Carl von Ghega
- Franz Grillparzer
- Friedrich Halm
- Joseph von Hammer-Purgstall
- Friedrich Hebbel
- Carl Heissler
- Erzherzog Johann
- Erzherzog Karl Ludwig
- Therese Krones
- Franz Liszt
- Marie-Louise von Österreich
- Ferdinand Maximilian von Österreich
- Fürst Wenzel von Metternich
- Giacomo Meyerbeer
- Johann Nestroy
- Niccolò Paganini
- Josef Radetzky
- Fritz Reuter
- Moritz Gottlieb Saphir
- Franz Schubert
- Robert Schumann
- Johann Kaspar von Seiller
- Ignaz von Seyfried
- Sophie von Österreich
- Etelka Szapáry
- Wilhelm von Tegetthoff
- Sigismund Thalberg
- Caroline Unger
- Henri Vieuxtemps
- Leopold Welzl von Wellenheim
- Iuliu Barasch